# Максимово (Воронежская область)
Максимово — хутор в Павловском районе Воронежской области Российской Федерации. Входит в Песковское сельское поселение.

## География
Хутор расположен в северной части поселения.
Село, как и вся Воронежская область, живёт по Московскому времени.

## История
Хутор основан во второй половине XVIII века.

## Население
| 1859 | 1897 | 1900 | 1906 | 1925 | 1980 | 2007 |
| ---- | ---- | ---- | ---- | ---- | ---- | ---- |
| 510  | ↗590 | ↗597 | ↗676 | ↗733 | ↘29  | ↘25  |
| 2009 | 2010 |      |      |      |      |      |
| ↘22  | ↘17  |      |      |      |      |      |

## Улицы
На хуторе нет улиц.